# Ленуар (округ, Північна Кароліна)
Шаблон:StateAbbr_ 35°14′ пн. ш. 77°38′ зх. д. / 35.24° пн. ш. 77.64° зх. д.
Округ  Ленуар (англ. Lenoir County) — округ (графство) у штаті  Північна Кароліна, США. Ідентифікатор округу 37107.

## Історія
Округ утворений 1791 року.

## Демографія
За даними перепису 
2000 року 
загальне населення округу становило 59648 осіб, зокрема міського населення було 32749, а сільського — 26899.
Серед мешканців округу чоловіків було 28312, а жінок — 31336. В окрузі було 23862 домогосподарства, 16182 родин, які мешкали в 27184 будинках.
Середній розмір родини становив 2,96.
Віковий розподіл населення поданий у таблиці:
| Стать    | До 15 років | 15-21 | 22-29 | 30-39 | 40-49 | 50-65 | 65-85 | Понад 85 |
| -------- | ----------- | ----- | ----- | ----- | ----- | ----- | ----- | -------- |
| Чоловіки | 6456        | 2813  | 2714  | 3931  | 4343  | 4736  | 3139  | 180      |
| Жінки    | 5977        | 2545  | 2829  | 4243  | 4894  | 5433  | 4763  | 652      |

## Суміжні округи
- Ґрін — північ
- Пітт — північний схід
- Крейвен — схід
- Джонс — південний схід
- Даплін — південний захід
- Вейн — захід

## Виноски
1. ↑  U.S. Decennial Census. United States Census Bureau. Архів оригіналу за 4 квітня 2018. Процитовано 17 січня 2015.
2. ↑  Historical Census Browser. University of Virginia Library. Архів оригіналу за 11 серпня 2012. Процитовано 17 січня 2015.
3. ↑  Forstall, Richard L., ред. (27 березня 1995). Population of Counties by Decennial Census: 1900 to 1990. United States Census Bureau. Архів оригіналу за 3 березня 2015. Процитовано 17 січня 2015.
4. ↑  Census 2000 PHC-T-4. Ranking Tables for Counties: 1990 and 2000 (PDF). United States Census Bureau. 2 квітня 2001. Архів оригіналу (PDF) за 18 грудня 2014. Процитовано 17 січня 2015.
5. ↑  State & County QuickFacts. United States Census Bureau. Архів оригіналу за 7 червня 2011. Процитовано 21 жовтня 2013.(англ.) Наведено за англійською вікіпедією.
6. ↑  American FactFinder. Бюро перепису населення США. Архів оригіналу за 26 лютого 2012. Процитовано 31 січня 2008.

| США | Це незавершена стаття з географії США. Ви можете допомогти проєкту, виправивши або дописавши її. |